# Getrag

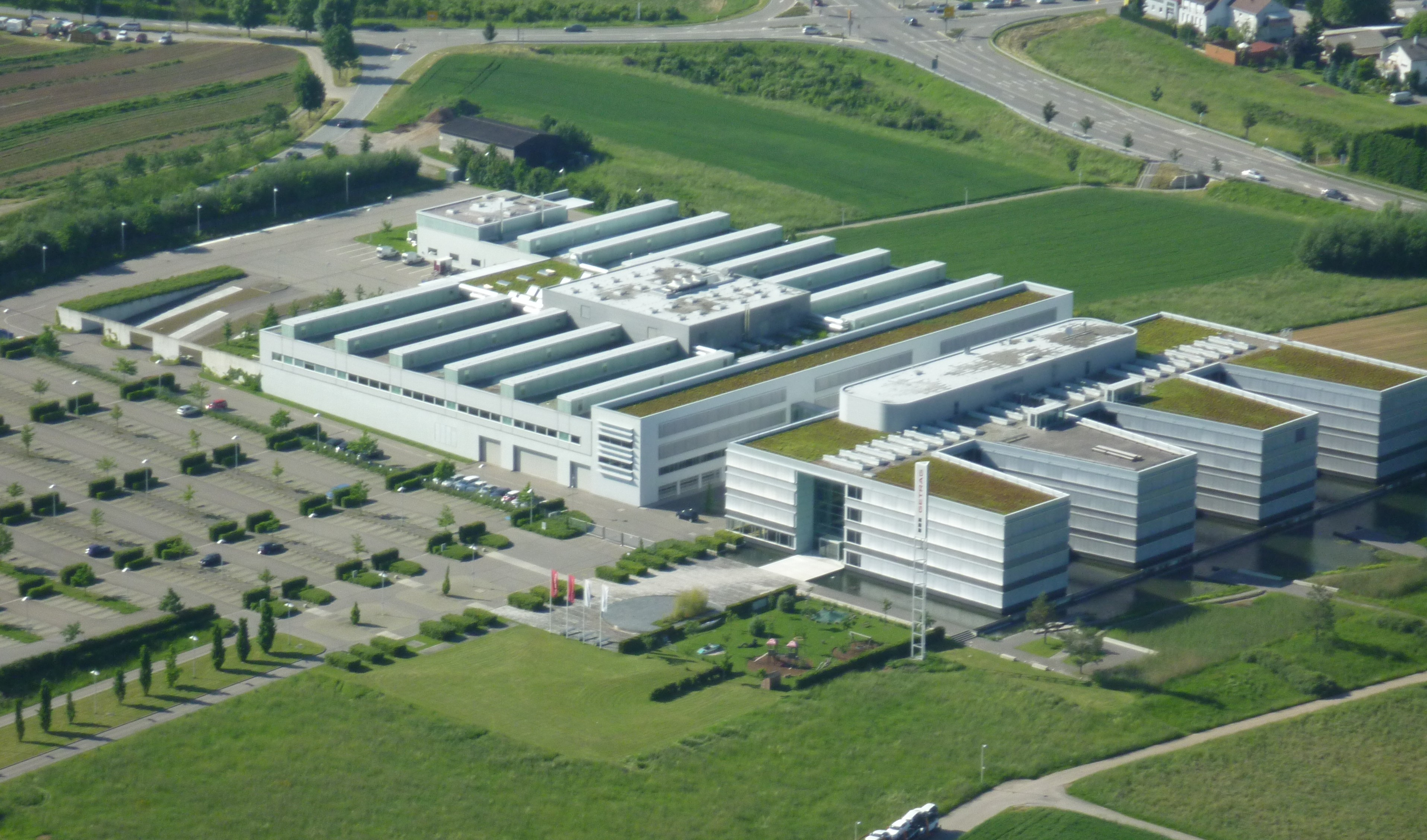
Fabriek van Getrag in Untergruppenbach.

Getrag is een Duitse fabrikant van transmissies, met hoofdvestiging in de Duitse plaats Untergruppenbach. Het bedrijf is op 1 mei 1935 in Ludwigsburg, Duitsland door Hermann Hagenmeyer opgericht als fabriek die versnellingsbakken voor motorfietsen maakte. De naam is een afkorting van 'Getriebe- und Zahnradfabrik Hermann Hagenmeyer AG'. Anno 2014 behoort het tot de grootste transmissiefabrikanten ter wereld.
Het bedrijf ging in 2007 een partnerschap aan met het Chinese bedrijf Jiangling Motors, terwijl ook de band gehandhaafd bleef die sinds 2001 met Ford Motor Company bestond. Getrag levert transmissies aan de meeste autofabrikanten, waaronder General Motors, Daimler AG, Fiat, Porsche, BMW (Mini), Toyota en Volkswagen. Belangrijke concurrenten van Getrag zijn Aisin Seiki, BorgWarner en ZF.
Magna International kocht in juli 2015 Getrag voor een bedrag van 1,9 miljard en veranderde de naam van het bedrijf in Magna PT.